# Pyrausta tapa
Pyrausta tapa là một loài bướm đêm trong họ Crambidae.